# Mark James
Pour les articles homonymes, voir James.
Mark James, né le 28 octobre 1953 à Manchester, est un golfeur anglais

## Biographie
Après une carrière amateure au cours de laquelle il remporte le championnat d'Angleterre amateur et participe à la Walker Cup en 1975, compétition par équipe opposant les États-Unis au Royaume-Uni et l'Irlande, il passe professionnel en 1976.
Sa première professionnelle se produit en 1977, la première sur le circuit européen en 1978. Bien que n'ayant remporté aucun tournoi du Grand Chelem, il termine à quatre reprises dans le Top 5 de l'Open britannique, avec une troisième place en 1981.
Il remporte 18 tournois sur le circuit européen, terminant à sept reprises dans le Top 10 du classement de l'ordre du Mérite européen.
Après que l'on lui ait diagnostiqué un Cancer du testicule en 2000, il effectue son retour à la compétition en 2001 après son traitement. Il évolue ensuite sur le Champions Tour, circuit Senior de golf aux États-Unis, devenant en 2004 le premier européen à remporter un titre Majeur sur ce circuit.

### Ryder Cup
Au cours de sa carrière, il a représenté la Grande-Bretagne et l'Irlande en 1977, puis à de nombreuses reprises les couleurs européennes, lors des confrontations les opposant à l'équipe américaine en Ryder Cup. Parmi ces nombreuses éditions, les faits les plus marquants sont le nul obtenu par l'Europe en 1989 au Belfry, ce qui permet à l'Europe de conserver le trophée obtenu deux ans plus tôt sur le sol américain. En 1995, il fait partie de l'équipe qui remporte le trophée sur le sol américain par 14 ½ à 13 ½, ce qui n'a été réalisé auparavant qu'un 1987.
En 1999, il est nommé capitaine de l'équipe européenne qui doit défendre son trophée, détenu depuis 1995. Il provoque une première polémique lors de son deuxième choix de joueur: il préfère choisir Andrew Coltart au détriment de vétérans de la Ryder Cup comme son compatriote Nick Faldo ou l'Allemand Bernhard Langer.
Puis, au cours de la compétition, il ne fait pas participer Jean Van de Velde, Jarmo Sandelin et ce même Coltart aux compétitions de doubles des deux premiers jours, au contraire du capitaine américain Ben Crenshaw qui a fait appel à l'ensemble de ses joueurs lors des doubles.
Finalement, les États-Unis reprennent la Ryder Cup en remportant la rencontre sur le score de 14 ½ à 13 ½.